# Мбужі-Маї
Мбужі-Маї (фр. Mbujimayi, колишня назва — Бакванга) — місто в ДР Конго, столиця провінції Східне Касаї. Це трете за величиною місто в країні після столиці Кіншаси та Лубумбаші, хоча точне населення не відомо. Оцінки коливалися від 1 480 000 до 3 500 000.

## Клімат
Місто знаходиться у зоні, котра характеризується кліматом тропічних саван. Найтепліший місяць — травень із середньою температурою 26.1 °C (79 °F). Найхолодніший місяць — липень, із середньою температурою 24.7 °С (76.5 °F).
| Клімат Мбужі-Маї        | Клімат Мбужі-Маї | Клімат Мбужі-Маї | Клімат Мбужі-Маї | Клімат Мбужі-Маї | Клімат Мбужі-Маї | Клімат Мбужі-Маї | Клімат Мбужі-Маї | Клімат Мбужі-Маї | Клімат Мбужі-Маї | Клімат Мбужі-Маї | Клімат Мбужі-Маї | Клімат Мбужі-Маї | Клімат Мбужі-Маї |
| Показник                | Січ.             | Лют.             | Бер.             | Квіт.            | Трав.            | Черв.            | Лип.             | Серп.            | Вер.             | Жовт.            | Лист.            | Груд.            | Рік              |
| Середня температура, °C | 25,2             | 25,3             | 25,8             | 25,9             | 26,1             | 25               | 24,7             | 25,1             | 25,4             | 25,3             | 25,3             | 25,2             | 25,4             |
| Норма опадів, мм        | 202.6            | 140.1            | 174.5            | 171.6            | 55.9             | 9.6              | 7.2              | 55.8             | 114.2            | 143.2            | 226              | 180.2            | 1480.9           |
| Днів з опадами          | 11,7             | 11,6             | 14,2             | 14               | 6,9              | 1,7              | 1,4              | 4                | 8,5              | 11,8             | 15,1             | 15,4             | 116,3            |
| Вологість повітря, %    | 77.6             | 77               | 75.8             | 74.9             | 68.4             | 61.8             | 66.2             | 73.6             | 73.6             | 74               | 74.6             | 76.8             | 72.9             |
| ----------------------- | ---------------- | ---------------- | ---------------- | ---------------- | ---------------- | ---------------- | ---------------- | ---------------- | ---------------- | ---------------- | ---------------- | ---------------- | ---------------- |
| Джерело: Weatherbase    |                  |                  |                  |                  |                  |                  |                  |                  |                  |                  |                  |                  |                  |